# Brita-Arena
Die Brita-Arena ist ein Fußballstadion in der hessischen Landeshauptstadt Wiesbaden, das seit der Saison 2007/08 die Heimstätte des SV Wehen Wiesbaden ist. Die Anlage trägt den Namen des Hauptsponsors Brita. Die Brita-Arena befindet sich auf dem Gelände des Helmut-Schön-Sportparks zwischen Gustav-Stresemann-Ring, Berliner Straße und Wettiner Straße.

## Entstehung und Nutzung
Die Arena aus Stahlrohrtribünen wurde im Oktober 2007 nach einer Bauzeit von nur vier Monaten fertiggestellt und dient dem SV Wehen Wiesbaden als Austragungsort für Heimspiele. Der Bau eines neuen Stadions war mit dem Aufstieg des SV Wehen in die 2. Fußball-Bundesliga notwendig geworden. Der Plan, das alte Stadion am Halberg in Wehen, einem Stadtteil von Taunusstein, zu modernisieren und weiterhin als Spielstätte zu nutzen, wurde zugunsten eines Umzugs ins nahe gelegene Wiesbaden aufgegeben.
Bis zur Fertigstellung der Brita-Arena trug der SV Wehen Wiesbaden die ersten vier Heimspiele der Zweitliga-Saison 2007/08 in der Frankfurter Commerzbank-Arena aus. Das Heimspiel in der ersten Runde des DFB-Pokals 2007/08 gegen den VfB Stuttgart fand im Mainzer Bruchwegstadion statt.
Am 11. Oktober 2007 wurde die Brita-Arena mit einem Freundschaftsspiel gegen Borussia Dortmund (1:2) offiziell eröffnet. Das erste Liga-Heimspiel fand dort am 21. Oktober 2007 gegen den Lokalrivalen 1. FSV Mainz 05 (1:3) statt.
Neben dem Vereinsfußball wird die Brita-Arena auch für Länderspiele genutzt. Am 25. März 2008 besiegte die deutsche U-21-Nationalmannschaft in Wiesbaden Luxemburg mit 6:0, und am 8. September 2009 fand dort das U21-Länderspiel gegen Tschechien statt, das die deutsche Auswahl mit 1:2 verlor. Am 21. April 2010 fand in der Arena ein Freundschaftsspiel zwischen den WM-Teilnehmern Südafrika und Nordkorea statt (0:0). Am 16. November 2010 besiegte die deutsche U-21 England mit 2:0. Im Rahmen der American-Football-Europameisterschaft 2010 fand am 29. Juli 2010 in der Brita-Arena das Spiel Deutschland gegen Finnland statt, das die deutsche Mannschaft mit 23:4 gewann. Im Herbst 2011 fanden in der Brita-Arena zwei weitere Länderspiele statt. Am 11. Oktober 2011 trennten sich dort Polen und Belarus vor über 5.000 Zuschauern mit 2:0. Am 19. November 2011 erzielte die deutsche Fußballnationalmannschaft der Frauen im EM-Qualifikationsspiel gegen die Frauen-Nationalmannschaft aus Kasachstan ihren bis dahin höchsten Sieg mit 17:0.
Neben den Sportveranstaltungen wird die Brita-Arena auch häufig für Pop- und Rockkonzerte genutzt.
Die Brita-Arena ist als reines Fußballstadion ausgelegt, d. h., sie hat keine Leichtathletikanlage. Dadurch sind die Zuschauer in der vordersten Reihe nur etwa fünf Meter vom Spielfeld entfernt. Nachteilig daran ist, dass die Torlinie von den Hintertortribünen nur aus den ersten Reihen gut bzw. überhaupt sichtbar ist.
Das Fassungsvermögen wurde für die Hinrunde der Saison 2007/08 auf 12.066 Zuschauer von ursprünglich geplanten 12.769 Zuschauerplätzen nach unten korrigiert. Alle Plätze, darunter ca. 5.800 Stehplätze, sind überdacht. Es gibt einen V.I.P.-Bereich, Logen und Business-Seats. Betreiber des Stadions ist die Stadion Berliner Straße GmbH & Co KG.
Die geplante Nutzungsdauer als Heimspielstätte des SV Wehen Wiesbaden betrug ursprünglich fünf Jahre. Dass für den Zeitraum danach ein neues Stadion gebaut werden soll, wurde zwar vertraglich zwischen der Landeshauptstadt Wiesbaden und dem SV Wehen Wiesbaden geregelt; ein Standort für den Neubau wurde jedoch nicht gefunden. Eine langfristige Nutzung der eigentlich als Provisorium vorgesehenen Brita-Arena wurde daher von beiden Vertragspartnern nicht ausgeschlossen.
Im Oktober 2014 beschloss der Magistrat der Stadt Wiesbaden einen geänderten Bebauungsplan, womit die baurechtlichen Voraussetzungen für ein dauerhaftes Stadion an dieser Stelle geschaffen wurden. Zudem wurde eine Erweiterung der Zuschauerkapazität auf bis zu 15.200 Zuschauerplätze genehmigt. 2016 wurde beschlossen, die Westtribüne durch einen festen Neubau zu ersetzen, um die Auflagen der DFL hinsichtlich Zuschauerkapazität, Kamerapositionen etc. erfüllen zu können. Nord-, Ost- und Südtribüne sollten in ihrer bisherigen Form zunächst bestehen bleiben. Für den fliegenden Bau ist alle fünf Jahre eine Erneuerung der Baugenehmigung erforderlich.
Anfang Februar 2018 einigten sich die Stadion Berliner Straße GmbH & Co. KG (SBS) und die Stadt Wiesbaden auf einen neuen Nutzungsvertrag. Demzufolge wird der SV Wehen Wiesbaden bis 2047 seine Spiele in der Brita-Arena austragen. Um den Anforderungen der DFL für die Lizenzierung zur 2. Fußball-Bundesliga zu entsprechen, wurde anstelle der 2019 demontierten Westtribüne bis 2021 ein Neubau aus Beton errichtet, durch den das Stadion auf 12.100 Plätze erweitert wurde.
Ab der Saison 2021/22 hatte das Stadion in der 3. Liga und nach Aufstieg auch in der Saison 2023/24 in der 2. Bundesliga eine Kapazität von 15.295 Plätzen. Nach Wiederabstieg hat es in der Saison 2024/25 im Ligabetrieb der 3. Liga eine Kapazität von 12.500 Plätzen. Sofern die Plätze auf der Westtribüne als Stehplätze genutzt werden, was üblicherweise nicht der Fall ist, sind es 15.056.

## Eigentumsverhältnisse
Der Stadionbau belastete den SV Wehen 1926-Taunusstein e. V. mit Verbindlichkeiten in Höhe von rund 15 Millionen Euro. Nach der Ausgliederung der Lizenzspielerabteilung und des Nachwuchsleistungszentrums (U19, U17, U16) in die SV Wehen 1926 Wiesbaden GmbH, deren Anteile zu 90 Prozent von einer Tochtergesellschaft der Hanvest Holding von der Familie Hankammer gehalten werden, verkaufte der e. V. das Stadion 2008 an die Hanvest-Tochter Stadion Berliner Straße GmbH & Co. KG (SBS). Die SBS vermietet das Stadion seither an die SV Wehen 1926 Wiesbaden GmbH. Dadurch wurde der e. V. „im Prinzip schuldenfrei“.

## Galerie

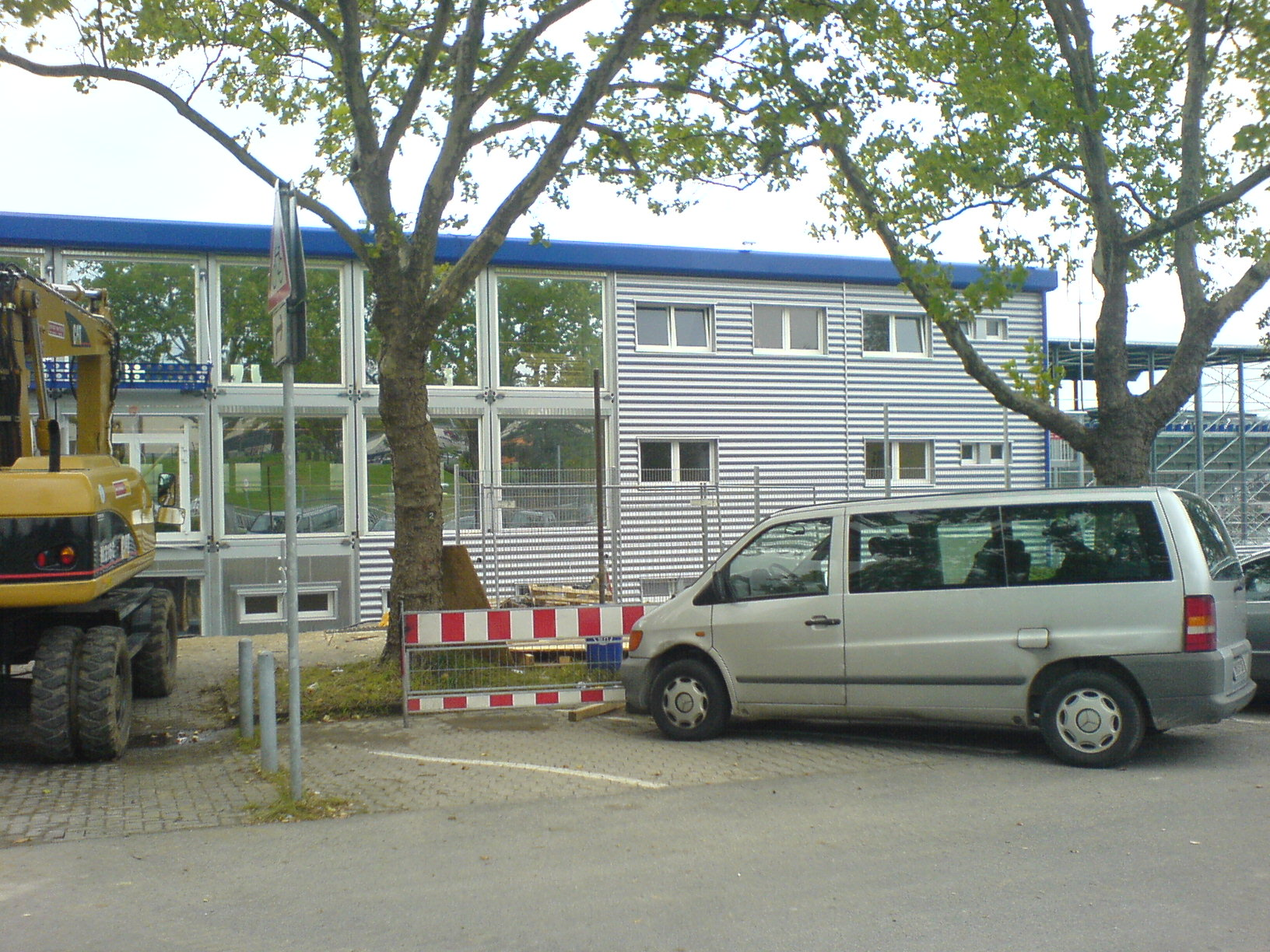
Haupteingang (im Bau)
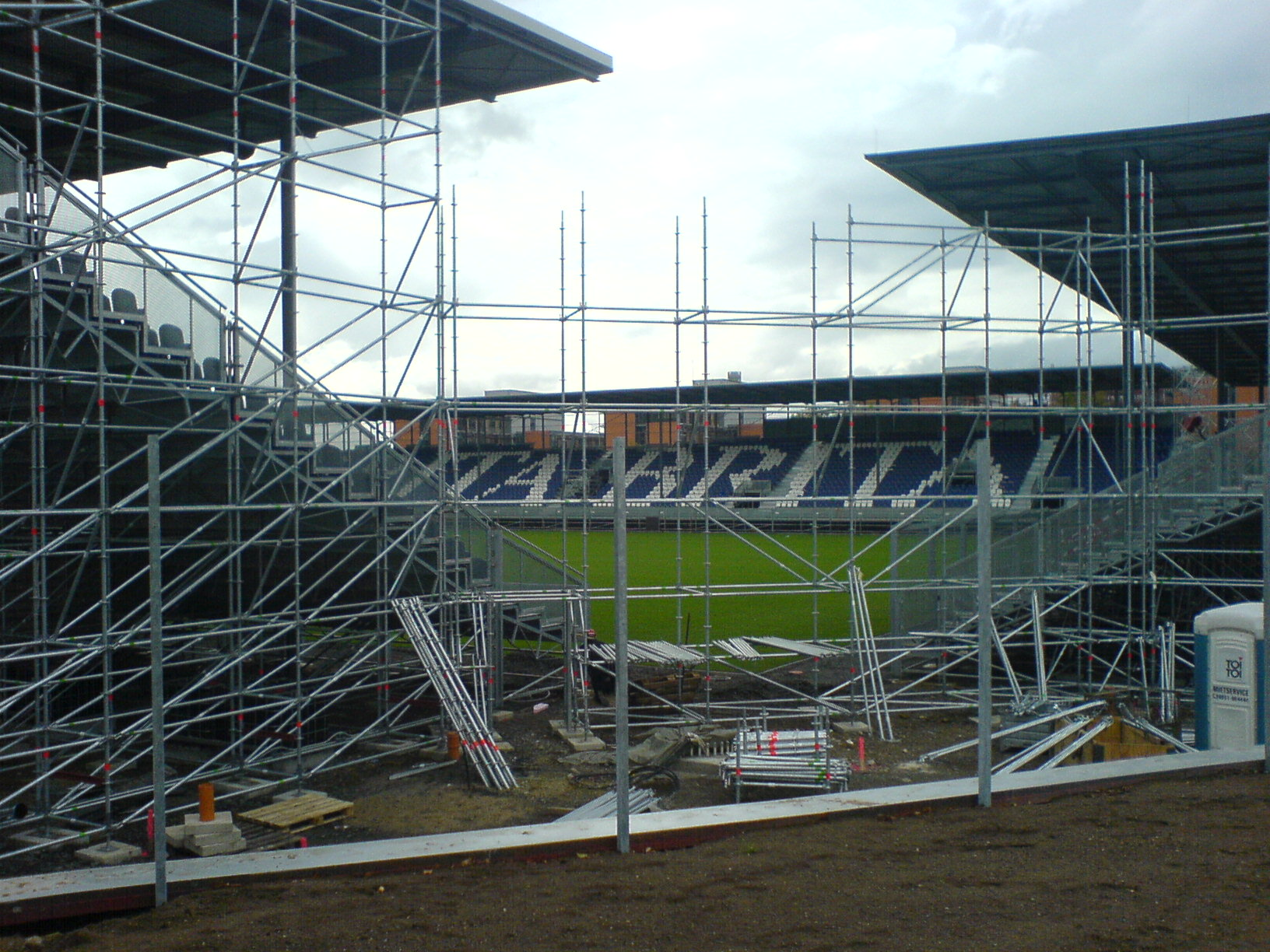
Blick aus Nordosten (im Bau)
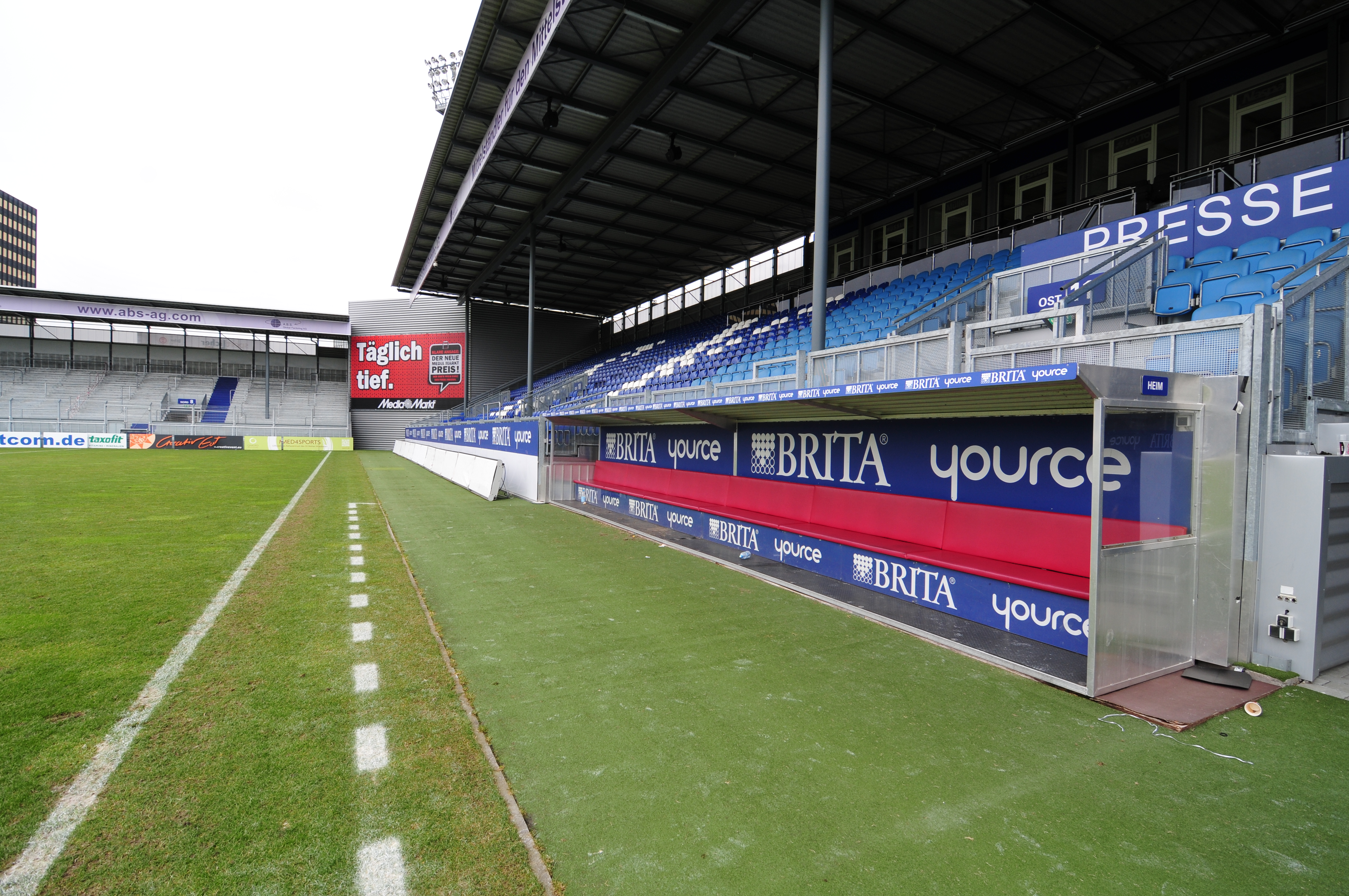
Trainer- und Auswechselbank
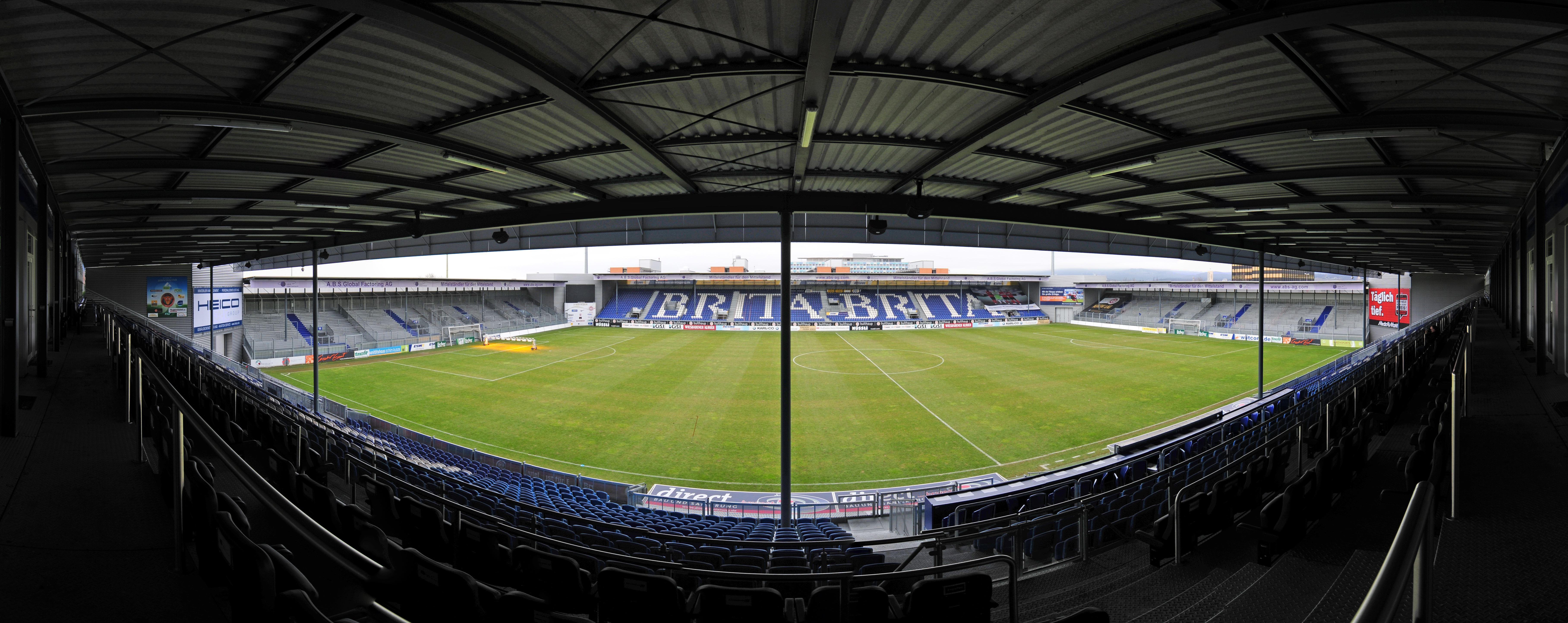
Innenraum-Panorama der Brita-Arena
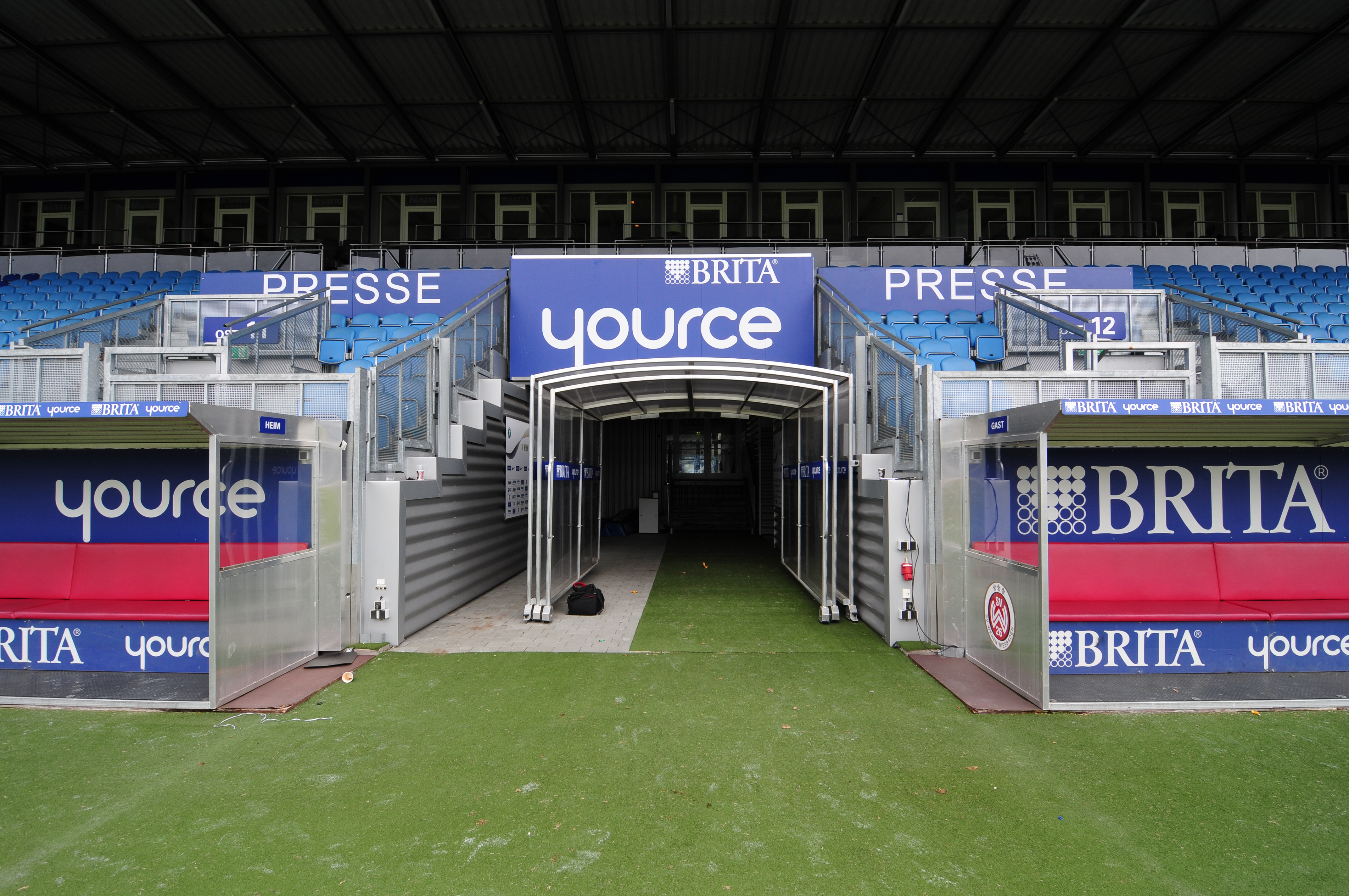
Spielertunnel
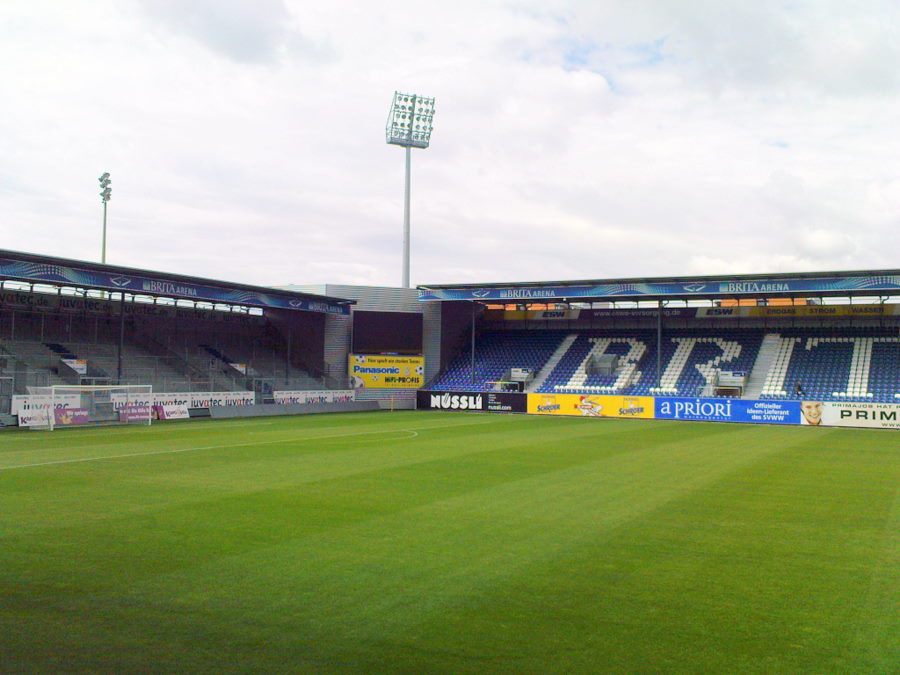
Videowand der Arena